# Chulda
Chulda (Hebreeuws: חֻלְדָּה, chuldāh, afhankelijk van de afleiding van de naam "mol" of "levensduur") of Oölda was een profetes uit de Hebreeuwse Bijbel. Zij wordt genoemd in de Bijbelboeken Koningen en Kronieken. Ze was de vrouw van Sallum, beheerder van de priesterkleding, en woonde in Jeruzalem ten tijde van koning Josia.
Nadat de priester Chilkia een verloren boekrol met tekst uit de wet had gevonden, las hij deze voor aan Josia. Josia scheurde hierop zijn kleren als teken van rouw, want hij verwachtte de toorn van JHWH omdat de Israëlieten niet volgens de wet hadden geleefd. Hij gaf Chilkia de opdracht hierover meer te weten te komen.
Chilkia bezocht hierna met andere dienstknechten van Josia de profetes Chulda, die in het nieuwe stadsdeel van Jeruzalem woonde. Nadat Chilkia zijn komst had toegelicht, bevestigde Chulda dat JHWH zijn toorn zou uitstorten over Jeruzalem en haar bewoners. Maar omdat Josia zich nederig had betoond, zou hij in vrede sterven als hij vanaf nu volgens de wet zou leven. De toorn zou na de dood van Josia volgen.
Koning Josia nam de woorden van Chulda ter harte en bekrachtigde het verbond van God weer en besloot Gods wetten na te leven. 22 jaar na zijn dood werd Jeruzalem verwoest, namelijk door Nebukadnezar II in 587 v.Chr.